# Tonia von Procházka
Tonia Baronin von Procházka geborene Gundling (auch Procházka-Gundling; * 4. Januar 1861 in Prag; † 16. oder 17. Mai 1945 Stift Břevnov; vollständiger Name: Antonia Ludmilla Monika Freifrau von Procházka) war eine Sängerin, Wohltäterin und Präsidentin des Klubs deutscher Künstlerinnen in Prag.

## Leben
Antonia Ludmilla Gundling wurde als drittes von vier Kindern des Eduard Gundling und der Pauline Gundling geb. Stupka geboren. Sie stammt aus der fränkischen Gelehrtenfamilie Gundling aus der unter anderem auch die bekannten Brüder Jacob Paul von Gundling und Nikolaus Hieronymus Gundling und ihr Onkel Julius Gundling stammen. 
Nach dem Besuch der Klosterschule des Ursulinenordens in Prag von 1867 bis 1873 absolvierte sie in den Wintermonaten der folgenden Jahre die vier Jahrgänge der Zeichen- und Malschule für Damen an der k.k. Kunstgewerbeschule in Prag. In den Sommermonaten machte sie mit ihren Eltern Reisen nach Ungarn, Deutschland, Italien, Schweiz, Frankreich, Spanien und England, was ihr eine große Allgemeinbildung ermöglichte. Am 24. Juni 1893 heiratete sie den Ministerialrat Rudolf Freiherr von Procházka, dem sie am 20. November 1900 einen Sohn Roman von Procházka gebar. 
Nach dem Prager Aufstand gegen die deutsche Besatzer im Mai 1945 starb Tonia Baronin Prochàzka im tschechischen Konzentrationslager für Deutsche im Brewnower Klosterhof zu St. Margareth  am 16. oder 17. Mai 1945.

## Wirken
Als langjähriges Mitglied der Österreichischen Gesellschaft vom Roten Kreuz wurde Tonia Baronin Procházka Schriftführerin dieser Gesellschaft. Sie wurde 1910 in den Vorstand des Frauenhilfsvereines vom Roten Kreuze im Königreich Böhmen gewählt. Sie engagierte sich für diese Vereinigung und für die Hilfsbedürftigen, die die Hilfe des Vereines benötigten. 
Wie schon ihr Vater war sie um die Kunst und deren Förderung sehr bemüht, so wurde sie 1920 Präsidentin des Deutschen Künstlerinnenklubs in Prag. Sie selbst war als Sängerin und Gesangspädagogin tätig.

## Ehrungen
Für ihre soziale Fürsorge und für ihre Verdienste um die militärische Sanitätspflege im Ersten Weltkrieg erhielt sie am 29. Januar 1916 das Ehrenzeichen II. Klasse für Verdienste um das Rote Kreuz mit der Kriegsdekoration.  Am 4. April 1917 verlieh ihr Kaiser Karl I. „In Anerkennung besonders verdienstvollen Wirkens in der Österreichischen Gesellschaft vom Roten Kreuz“ das Kriegskreuz für Zivilverdienste II. Klasse.